# FK Sutjeska Nikšić
FK Sutjeska je crnogorski nogometni klub iz Nikšića.

## Povijest
Klub je osnovan 1920. godine u Nikšiću, tada dijelom Kraljevine Srba, Hrvata i Slovenaca. Prvi naziv kluba bio je Obilić. Godine 1927. mijenja ime u Radnički sportski klub Hajduk. Prije Drugog svjetskog rata mijenja ime u Hercegovac. Godine 1945. na ideju bivšeg nogometaša Steva Matovića klub dobiva sadašnji naziv u čast poginulim borcima u Bitci na Sutjesci među kojima su bili i igrači kluba. Osnivačka skupština FK Sutjeske održana je u zgradi „Kosovka djevoka", a istom je presjedavao narodni heroj Radoje Dakić. U suverenoj crnogorskoj ligi igraju od njenog osnutka 2006. godine.

## Poznati bivši igrači
- Andrija Delibašić
- Vukašin Poleksić
- Mirko Vučinić
- Damir Čakar

## Vanjske poveznice
- Službene stranice  Arhivirana inačica izvorne stranice od 19. listopada 2013. (Wayback Machine)